# Tritonoharpa coxi
Tritonoharpa coxi là một loài ốc biển, là động vật thân mềm chân bụng sống ở biển trong họ Cancellariidae.